# Dunkle Alleen

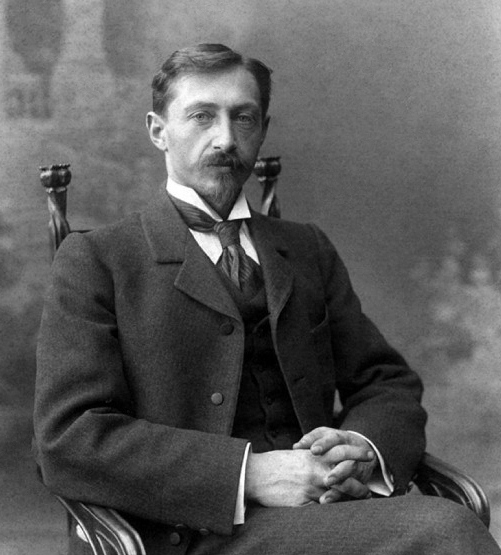
Iwan Bunin im Jahr 1901 auf einem Foto von Maxim Dmitrijew

Dunkle Alleen (russisch Темные аллеи, Temnyje allei) ist eine Kurzgeschichte des russischen Nobelpreisträgers für Literatur Iwan Bunin, die am 20. Oktober 1938 vollendet wurde und 1943 in einem Novellen-Sammelband als Titelgeschichte im New Yorker Verlag Nowaja Semlja erschien.
Die Kurzgeschichte gibt einen Moment des Glücks zwischen Mann und Frau, das einem „Wetterleuchten“ gleicht, wieder.

## Inhalt
Der um die 60-jährige Nikolai Alexejewitsch, ein Offizier des Zaren, ist in seinem Dreispänner auf einer der Tulaer Landstraßen unterwegs und lässt den Kutscher an einer kleinen Privatwirtschaft neben der staatlichen Poststation halten. Die 48-jährige Wirtin spricht den alternden Militär nach dreißig Jahren Abwesenheit mit seinem Namen an. Der Offizier seinerseits erkennt Nadeshda, jene Leibeigene, die er damals „wirklich sehr herzlos von sich gestoßen“ hatte. Neugierig fragt Nikolai Alexejewitsch die Wirtin nach ihrer Lebensgeschichte aus. Im Gegensatz zu ihm ist sie unverheiratet geblieben, denn sie hatte ihn geliebt. Der Offizier will die alte Liebe vergessen machen und hofft, Nadeshda habe ihm verziehen. Nadeshda vermag das nicht; kann weder vergessen noch verzeihen.
Da geht Nikolai Alexejewitsch in sich: Seine Ehefrau hatte nichts getaugt; hatte ihn verlassen. Der gemeinsame Sohn war ein ebensolcher Nichtsnutz geworden. Während der Weiterfahrt in der Reisekutsche denkt der Offizier: „Wenn ich sie … nicht verlassen hätte … dann wäre … Nadeshda jetzt … meine Frau, die Herrin meines Petersburger Hauses, …“

## Titel
- Nikolai Alexejewitsch hatte damals in jungen Jahren vor Nadeshda deklamiert: „Es blühten rot die Heckenrosen, ich sah der Linden dunkle Alleen.“[7]
- Bunin habe beim Schreiben an seine Orjoler Heimat gedacht; an die Lindenalleen der adligen Gutsbesitzer.[8]
- Bunin habe über der Lektüre oben zitierten Heckenrosen-Gedichts[9] von Nikolai Ogarjow auf einmal das Gerüst dieser Geschichte in Bruchstücken vor Augen gehabt.[10]

## Rezeption
- 1983. Kasper schreibt, die angesprochene „Sternstunde der Liebe“ habe in dem vorliegenden Fall nur in der Frau eine tiefe Spur hinterlassen.[11]
- 1995. Borowsky schreibt, in dieser gelungenen, späten Erzählung Bunins gehe die einstmals dem Mann unterlegene Frau nun nach so vielen Jahren im Gespräch nach dem Wiedersehen als Siegerin hervor.[12]

## Deutschsprachige Ausgaben
- Dunkle Alleen. S. 129–135 in: Iwan Bunin: Der Sonnenstich. Erzählungen. Übersetzt und herausgegeben von Kay Borowsky. 150 Seiten. Reclam, Stuttgart 1995 (RUB Nr. 9343). ISBN 3-15-009343-0

Verwendete Ausgabe:
- Dunkle Alleen. Deutsch von Charlotte Kossuth. S. 306–312 in: Iwan Bunin: Dunkle Alleen. Erzählungen 1920–1953. Herausgabe und Nachwort: Karlheinz Kasper. 580 Seiten. Aufbau-Verlag, Berlin 1985 (1. Aufl.)